# EV Lindau
Der EV Lindau ist ein Eishockey-Verein aus Lindau (Bodensee). Er wurde am 13. Dezember 1976 gegründet und trägt seine Heimspiele in der BPM-Arena, einem Freiluftstadion direkt am Bodensee aus. Nachdem der Verein anfangs am Spielbetrieb in den vom Eissport-Verband Baden-Württemberg organisierten Ligen teilgenommen hatte, wechselte der Verein 1991 in die Ligen des Bayerischen Eissportverband. Die 1. Herrenmannschaft spielt seit der Saison 2016/17 in der Eishockey-Oberliga Süd. Im Nachwuchs sind Jugend, Schüler und Kleinschüler-Mannschaften am Spielbetrieb angemeldet.
Seit 1996 trägt der Verein den Beinamen Islanders mit Bezug auf die Inselstadt Lindau. Die Heimspiele des Vereins werden in der Lindauer BPM-Arena direkt am Bodensee ausgetragen (Fassungsvermögen: 1250 Plätze).

## Geschichte
In Lindau wurde ab dem Jahr 1948 Eishockey gespielt. Spielstätte war hierbei zunächst ein See vor der Landtorbrücke, ehe die Sportler auf den vereisten Tennisplätzen am Aeschacher Ufer spielen durften. Dieses wurde nach und nach zu einem Stadion umgebaut und im Oktober 1976 wurde das „Eisstadion im Eichwald“ eröffnet. Trotz zahlreicher negativer Stimmen einigten sich die Förderer des Eissports und die Stadt Lindau darauf, einen Verein zu gründen. In einer Sitzung am 13. Oktober 1976 im Aeschacher Hof wurde der Grundstein für einen neuen Verein gelegt. Die Gründungsversammlung fand am 13. Dezember 1976 im Aeschacher Hof statt und der neue Verein sollte Eislaufverein Lindau heißen. Das erste offizielle Eishockey-Spiel am 26. November 1977 bestritt die Traditions-Mannschaft des EV Lindau vor 600 Zuschauern gegen die Damen-Mannschaft des EV Füssen mit dem Endergebnis von 13:4.
In der Saison 1979/80 gab es nach 25 Jahren wieder eine 1. Mannschaft, kombiniert mit Spielern aus Lindenberg. Gespielt wurde in der Landesliga Bayern unter dem Trainer Günther Peters. Am Ende der Saison belegte der EV Lindau den zweiten Platz hinter dem ESV Buchloe.
1985/86 gab es nach zweijähriger Unterbrechung wieder eine 1. Mannschaft, die Meister in der Landesliga Baden-Württemberg wurde, wobei ein Aufstieg in die Baden-Württemberg Liga trotzdem erst im Folgejahr gelang. Die 1. Mannschaft wurde in der Saison 1988/89 unter dem österreichischen Trainer Harry König Meister in der Baden-Württemberg Liga und stieg in die Regionalliga Süd-West auf.
In der Saison 1990/91 qualifizierte sich der EV Lindau für die Aufstiegsspiele zur Oberliga. Trainer in diesem Jahr war der Österreicher Wolfgang Urban. Es spielte mit Jan Szeja ein polnischer Nationalspieler für Lindau und wurde Torschützenkönig der Regionalliga Süd-West. Nach dem Wechsel in den Bayerischen Eissportverband 1991 spielte man zunächst in der Landesliga Bayern. Im Folgejahr gelang der Aufstieg in die Bayernliga. Die Klasse konnte jedoch nicht gehalten werden.
In den Jahren 1993 bis 1995 spielte der EV Lindau in der Landesliga Bayern. Unter dem ehemaligen kanadischen NHL-Spieler Bob Sullivan als Spielertrainer schaffte man 1997 die Rückkehr in die Bayernliga. 1998 stellte der EV Lindau mit dem Kanadier Jamie Hartnett den Top-Scorer der Liga.
Ab 2003 spielten die „Islanders“ erneut in der Landesliga Bayern und konnten hierbei in der Saison 2008/09 die Meisterschaft der Landesliga West erreichen. In der Aufstiegsrunde hingegen wurde der Gruppensieg und somit auch den Aufstiegsplatz in die Bayernliga, im direkten Duell, am letzten Spieltag an den Mitkonkurrenten EV Regensburg abgegeben. Kurioserweise gab es ein Jahr später dieselbe Situation. Am letzten Spieltag der Aufstiegsrunde 2009/10 vergab die Mannschaft den direkten Aufstieg im Duell gegen den direkten Konkurrenten 1. EV Weiden. Aufgrund des Siegs in den Playoffs um den dritten Platz der Landesligameisterschaft gegen den ESV Königsbrunn hatte der Verein durch den dank Aufstieg des VER Selbs freigewordenen Platz das Recht in die Bayernliga nachzurücken.
In der Saison 2014/15 gelang es dem EV Lindau, die Bayerische Eishockey-Meisterschaft zu gewinnen. Im Finalspiel besiegten die Lindauer auswärts den Höchstadter EC mit 4:3. In der darauf folgenden Saison gelang dem EVL der Aufstieg in die Eishockey-Oberliga, in welcher Platz 10 erreicht wurde. In der anschließenden Verzahnungsrunde qualifizierten sich die Islanders für den Verbleib in der Oberliga Süd, in welcher sie seitdem antreten.

Heimtrikot
Auswärtstrikot

## Erfolge
| - Aufstieg in die Oberliga 2016 - Teilnahme Aufstiegsspiele zur Oberliga 1991 - BEV-Play-off-Vizemeister (OL/RL) 2017, 2018 - Aufstieg in die Regionalliga Süd/West 1989 - Bayerischer Eishockey-Meister/4. Liga 2015 - Aufstieg in die Regionalliga (BYL) 1997, 2010 - Meister Baden-Württemberg-Liga/5. Liga 1989 | - Aufstieg in die Bayernliga/5. Liga 1992, 2001 - Meister Bayerische-Landesliga/West 5. Liga 1997, 2009 - Meister Landesliga Baden-Württemberg/6. Liga 1986 - Meister Bayerische-Landesliga/West 6. Liga 1992, 2001 - Vizemeister Bayerische Landesliga/Gr. IV 6. Liga 1980 - Bayernkrug Pokalfinale 2007 |

## Spielstätte
BPM-Arena Lindau direkt am Bodensee (Fassungsvermögen: 1250 Plätze, davon 150 Sitzplätze).

## Sonstiges
Am dem 2. Februar 2020 beteiligte sich der EV Lindau mit einem sogenannten Teddy Bear Toss an einer Benefizaktion. Dabei warfen die Zuschauer ihre mitgebrachten Plüschtiere auf die Eisfläche und alle Kuscheltiere wurden im Anschluss an eine Hilfsorganisation gespendet.

## SG TV Lindenberg / EV Lindau 1b
Seit der Saison 2010/11 bildeten der TV Lindenberg und der EV Lindau 1b eine Spielgemeinschaft in der Bayerischen Bezirksliga. Gemeinsame Erfolge: 2016 Platz 3, 2018 Platz 2, 2017 und 2019 die Meisterschaft in der Bayerischen-Bezirksliga Gruppe IV und 2017 die Vizemeisterschaft der Bayerischen Bezirksliga. Die Heimspiele werden im Kunsteisstadion am Waldsee in Lindenberg ausgetragen. 1978 gewann der TV Lindenberg die Bayerische Natureis-Meisterschaft. Seit der Saison 2020/21 tritt die Spielgemeinschaft nicht mehr an.